# James Stott
Pour les articles homonymes, voir Stott.
Pas d'image ? Cliquez ici

a Compétitions nationales et continentales officielles uniquement.

b Matchs officiels uniquement.
James Stott, né le 15 novembre 1919 et mort le 6 juillet 1994, était un joueur de rugby à XIII anglais évoluant au poste de centre dans les années 1940 et 1950. Il a effectué toute sa carrière à St Helens RLFC entre 1939 et 1983, est admis au temple de la renommée de ce club. Il a également été international anglais. 